# Hasli
Hasli (o Shahi) és un canal de reg al Panjab que travessa diversos districtes de l'Índia i el districte de Lahore al Pakistan. La llargada total del canal Hasli des del seu inici fins a Lahore fou de 177 km amb una amplada variable entre 5 i 15 metres. Fou construït sota l'emperador Shah Jahan per Ali Mardan Khan, famós enginyer, el 1633, i tenia com objecte abastir d'aigua les fonts dels jardins reials a Lahore però finalment va acabar utilitzat per a la irrigació.
S'inicia al riu Ravi prop de Madhupur, a uns 12 km de Pathankot, i creua el Doab; originalment passava per llits de torrents de muntanya que havien de ser arranjats després de cada temporada de pluges, i girava després al sud més o menys seguint la línia del posterior canal de Bari Doab. Després de l'ocupació britànica de Lahore el 1846, es va projectar la seva millora però les mancances eren tan grans que valia més fer-lo de nou i es va construir el canal Hasli com a branca del Bari Doab i seguint l'antic canal que es va deixar com a línies secundàries.